# Karel Verschelden
Karel Leo Coleta Verschelden (Sinaai, 24 juli 1904 - 20 januari 1984) was een Belgisch senator en burgemeester.

## Levensloop
Verschelde trouwde in 1936 in Eksaarde en het gezin telde vijf kinderen. Hij werd onderwijzer (1923), landbouwleraar (1926) en tuinbouwleraar (1929). Van 1923 tot 1958 was hij onderwijzer in Sinaai.
Hij was verder:
- lid en voorzitter van de Boerengilde in Sint-Niklaas,
- voorzitter van het arrondissementsverbond van de Boerengilden Sint-Niklaas,
- secretaris en voorzitter van de CVP in Sinaai.

In 1958 werd hij gemeenteraadslid van Sinaai, van 1959 tot 1965 was hij schepen en vanaf 1965 was hij burgemeester. 
Van 1965 tot 1968 was hij provinciaal CVP-senator voor Oost-Vlaanderen.